# San José Vista Hermosa, Hidalgo
San José Vista Hermosa är en ort i Mexiko.   Den ligger i kommunen Cuautepec de Hinojosa och delstaten Hidalgo, i den sydöstra delen av landet, 100 km nordost om huvudstaden Mexico City. San José Vista Hermosa ligger 2 411 meter över havet och antalet invånare är 213.
Terrängen runt San José Vista Hermosa är huvudsakligen kuperad, men åt nordväst är den platt. Terrängen runt San José Vista Hermosa sluttar norrut. Runt San José Vista Hermosa är det ganska tätbefolkat, med 108 invånare per kvadratkilometer. Närmaste större samhälle är Tulancingo, 9,2 km norr om San José Vista Hermosa. Trakten runt San José Vista Hermosa består till största delen av jordbruksmark.